# Échilleuses
Échilleuses é uma comuna francesa na região administrativa do Centro-Vale do Loire, no departamento Loiret. Estende-se por uma área de 12,36 km². Em 2010 a comuna tinha 403 habitantes (densidade: 32,6 hab./km²).